# Ipur
Ipur, hay Ipuru, Epuru, là một mandal thuộc huyện Guntur, bang Andhra Pradesh, Ấn Độ.